# Rapport spécial du GIEC sur les conséquences d'un réchauffement planétaire de 1,5 °C

Logo du GIEC (en, en anglais).

Le rapport spécial sur les conséquences d'un réchauffement planétaire de 1,5 °C (SR15) est un rapport spécial publié par le Groupe d'experts intergouvernemental sur l'évolution du climat (GIEC). Le rapport a été approuvé le 8 octobre 2018 à Incheon en Corée du Sud à l'occasion de la 48e session du GIEC. Il comprend plus de 6 000 références scientifiques et a été élaboré par 91 auteurs de 40 pays. Il a été commandé au GIEC en décembre 2015 par la Conférence de Paris de 2015 sur les changements climatiques. Il a été élaboré dans le but de « fournir au gouvernement un guide scientifique faisant autorité » pour faire face au changement climatique.

## Principales déclarations
Le réchauffement planétaire atteindra les 1,5 °C entre 2030 et 2052 si la température continue d'augmenter à ce rythme. Le RS15 (rapport spécial sur le réchauffement climatique de 1,5 °C) résume, d'une part, les recherches existantes sur l'impact qu'un réchauffement de 1,5 °C aurait sur la planète et, d'autre part, les mesures nécessaires pour limiter ce réchauffement planétaire.
Même en supposant la mise en œuvre intégrale des mesures déterminées au niveau national soumises par les pays dans le cadre de l'Accord de Paris, les émissions nettes augmenteraient par rapport à 2010, entraînant un réchauffement d'environ 3 °C d'ici 2100, et davantage par la suite. En revanche, pour limiter le réchauffement au-dessous ou proche de 1,5 °C, il faudrait diminuer les émissions nettes d'environ 45 % d'ici 2030 par rapport à 2010, puis atteindre 100 % en 2050. De même, pour limiter le réchauffement climatique à moins de 2 °C, les émissions de CO2 devraient diminuer de 25 % d'ici 2030 et de 100 % d'ici 2075.
Les scénarios qui permettraient une telle réduction d'ici 2050 ne permettraient de produire qu'environ 8 % de l'électricité mondiale par le gaz et 0 à 2 % par le charbon (à compenser par le captage et le stockage du dioxyde de carbone). Dans ces filières, les énergies renouvelables devraient fournir 70 à 85 % de l'électricité en 2050 et la part de l'énergie nucléaire est modélisée pour augmenter. Il suppose également que d'autres mesures soient prises simultanément : par exemple, les émissions autres que le CO2 (comme le méthane, le noir de carbone, le protoxyde d'azote) doivent être réduites de manière similaire, la demande énergétique reste inchangée, voire réduite de 30 % ou compensée par des méthodes sans précédent d'élimination du CO2 à mettre au point, tandis que de nouvelles politiques et recherches permettent d'améliorer l'efficacité de l'agriculture et de l'industrie.

### Impacts d'un réchauffement de1,5°Cou de2°C

#### Météo, niveau de la mer et banquise
De nombreuses régions connaissent un réchauffement supérieur à la moyenne globale annuelle, par exemple « 2 à 3 fois supérieur en Arctique. Le réchauffement est généralement plus important au-dessus des terres qu’au-dessus des océans », tout comme l’augmentation des températures extrêmes (plus importante au niveau des terres que l’augmentation de la température de surface moyenne globale). Les projections prévoient une augmentation des extrêmes de précipitations, à la fois des événements de fortes pluies et de sécheresse. Seront particulièrement concernés les territoires de latitudes moyennes de l’hémisphère Nord, déjà touchés par une augmentation des précipitations moyenne depuis 1951. La majorité des niveaux de risque évalués ont augmenté par rapport au précédent rapport du GIEC.
Les modèles prévoient « une montée du niveau global des mers (par rapport à la période 1986-2005) de 26 à 77 cm en 2100 dans le cas d’un réchauffement global de 1,5 °C », et de 10 cm supplémentaires dans le cas d’un réchauffement de 2 °C. Une telle différence correspond à dix millions de personnes supplémentaires touchées par les risques liés à la montée des eaux en 2100. « L’élévation du niveau des mers continuera au-delà de 2100 même si le réchauffement global est limité à 1,5 °C. » Un réchauffement à 1,5 ou 2 °C pourrait entraîner des instabilités et/ou des pertes irréversibles des calottes glaciaires en Antarctique et au Groenland, causant une hausse du niveau des mers de plusieurs mètres sur les prochaines centaines ou milliers d’années. « Un été sans glace en Arctique est prévu une fois par siècle dans le cas d’un réchauffement à 1,5 °C et une fois par décennie pour 2 °C ». Limiter le réchauffement climatique à 1,5 °C plutôt qu’à 2 °C aurait d’autres impacts, notamment « éviter, sur les prochains siècles, la fonte de 1,5 à 2,5 millions de km2 du permafrost ».

#### Écosystèmes
Selon le rapport, en cas de hausse de la température de 1,5 ou 2 °C de la planète, cela entraînera une baisse des prises de pêche d’environ 1,5 ou 3 millions de tonnes de poissons. Les récifs coralliens devraient encore diminuer de 70 à 90 % avec une hausse de 1,5 °C. Et en cas de hausse de 2 °C, la diminution atteindrait même les 99 %. Sur les 105 000 espèces étudiées, 18 % des insectes, 16 % des plantes et 8 % des vertébrés devraient perdre plus de la moitié de leur espace de vie avec un réchauffement de 2 °C.
Environ 4 % de la surface terrestre devrait subir une transformation de son écosystème avec une hausse de 1 °C. Pour une hausse de 2 °C, c’est 13 % de la surface qui va voir une transformation de son écosystème. « La toundra des hautes latitudes et les forêts boréales sont particulièrement menacées par la dégradation causée par les changements climatiques. »

### Limiter la hausse des températures
Les activités humaines ont déjà contribué à une hausse de 0,8 à 1,2 °C. Néanmoins, les gaz qui ont été émis jusqu'à présent ne sont pas susceptibles d'entraîner à eux seuls une élévation de la température de la planète à 1,5 °C. Cela signifie que la hausse des températures mondiales de 1,5 °C par rapport aux niveaux pré-industriels est évitable, en supposant que l’objectif de zéro émission nette soit atteint.

## Élaboration du rapport
Trois groupes du GIEC ont été établis :
- le Groupe de Travail numéro 1, co-dirigé par Valérie Masson-Delmotte et Panmao Zhai, étudie les principes physiques du changement climatique ;
- le Groupe de Travail numéro 2, dirigé par Hans-Otto Pörtner et Debra Roberts, examine les impacts, la vulnérabilité et l'adaptation au changement climatique ;
- l'atténuation du changement climatique est abordée par le Groupe de Travail 3, co-dirigé par Priyardarshi Shukla et Jim Skea ;
- l'Équipe spéciale sur les inventaires nationaux de gaz à effet de serre élabore des méthodes pour mesurer les émissions et les absorptions de gaz à effet de serre ;
- il y a aussi des Unités d'appui technique, qui publient les rapports et autres communications du GIEC[14].

### Contributeurs
Les contributions de 91 chercheurs venus de 40 pays différents ont permis l'écriture et l'édition du rapport, qui inclut plus de 6 000 références scientifiques.

### Motivations
Dans un communiqué de presse du CEA, Valérie Masson-Delmotte, coordinatrice pour le GIEC, explique que le rapport intermédiaire a été commandé « lors des négociations de la COP 21 de la CCNUCC ». Elle explique que la demande émanait des « pays les plus vulnérables aux risques climatiques ».
Le GIEC a répondu à l'invitation de la CCNUCC de préparer ce rapport en avril 2016 dans le but de renforcer « la réponse globale à la menace du changement climatique, pour le développement durable et les efforts pour éradiquer la pauvreté. »

## Réactions

### Chercheurs
Le président du GIEC (depuis le 6 octobre 2015), Hoesung Lee, déclare dans son discours inaugural à Incheon devant la 48e session que cette réunion du GIEC est « l'une des plus importantes » de son histoire. Debra Roberts, contributrice du GIEC espère que cela « mobilisera les gens et entaillera l'esprit de suffisance. »
Dans une interview à la chaîne américaine CBC, on demande à Paul Romer si son prix Nobel d’économie reçu avec William Nordhaus peu de temps avant le rapport, était un message. Romer explique qu'il était optimiste quant à l'adoption de mesures pour éviter une catastrophe écologique. Romer compare l'angoisse et le manque de volonté politique par l'angoisse initiale qui entourait l'interdiction des chlorofluorocarbures et l'impact positif que cela a sur la restauration de la couche d'ozone.
Howard J. Herzog, un chercheur en ingénierie au MIT, explique que les technologies de stockage du CO2 sont problématiques du fait de leur impact sur l'environnement et la santé et leur coût élevé. Une étude publiée dans le journal Nature Energy prouve que l'on peut limiter le réchauffement climatique à 1,5 °C sans stockage du CO2, par des innovations technologiques et un changement des modes de vie.

### Politiques

#### Australie
Le Premier Ministre Scott Morrison souligne que le rapport ne concerne pas spécifiquement l'Australie mais le monde entier. Le Ministre de l’Énergie Angus Taylor déclare que le gouvernement « ne sera pas distrait » par le rapport du GIEC et annonce « qu'un débat sur le changement climatique et les nouvelles technologies en 2050 n'abaisseront pas les prix actuels de l'énergie pour les foyers australiens et les petites entreprises. »

#### Union européenne
Selon le New York Times, l'Union européenne a déclaré vouloir engager des réformes plus ambitieuses en matière de réduction des émissions de gaz à effet de serre. Le 9 octobre, le Conseil de l'Union européenne a présenté sa réponse au SR15 et sa position en vue de la tenue de la Conférence de Katowice de 2018 sur les changements climatiques (COP 24) en Pologne en décembre 2018. Leurs ministres de l'Environnement respectifs ont fait état de progrès législatifs pour encadrer la réduction des émissions de gaz à effet de serre.

#### France
En réaction au rapport émis par le GIEC, le ministère de la Transition écologique et solidaire a présenté une « Stratégie nationale bas-carbone » (SNBC) le 19 décembre 2018.
Des députés ont créé un collectif transpartisan « Accélérons ». Ils souhaitent une « prise en considération de la transition dans l’ensemble des politiques publiques menées », ont-ils déclaré dans une tribune.
Le samedi suivant la publication, le 13 octobre 2018, une marche pour le climat était organisée dans 80 villes de France. Elle a rassemblé 120 000 personnes en France, dont 14 500 manifestants à Paris, selon le comptage des médias de la société Occurrence.

#### Conférence de Katowice de 2018 sur les changements climatiques
Lors de la Conférence de Katowice de 2018 sur les changements climatiques (COP 24), les gouvernements de quatre pays producteurs de pétrole et/ou de gaz (Koweït, Arabie saoudite, Russie et États-Unis) ont bloqué une proposition visant à « approuver » officiellement le Rapport. À la place, le panel intergouvernemental a choisi de « prendre note » du Rapport.